# قله کاتاراگاما
قله کاتاراگاما (به لاتین: Kataragama Peak) یک کوه در سری‌لانکا است که در ناحیه موناراگالا واقع شده‌است.